# Universidad de Almagro
La Universidad de Almagro, o Convento-Universidad de Nuestra Señora del Rosario, fue una antigua universidad renacentista fundada en la ciudad de Almagro (España), una de las llamadas universidades menores.

## Historia
La fundación de esta institución se debe a uno de los personajes más influyentes del siglo XVI, el clavero de la Orden de Calatrava Frey Fernando Fernández de Córdova y Mendoza, Presidente del Consejo de las Órdenes, gran humanista y mecenas de la primera mitad del siglo XVI.
Su formación humanística y su sentido de mecenazgo se reflejó no solo en el espíritu piadoso de sus fundaciones, sino también en ese ideal común en los hombres del Renacimiento de alcanzar la fama después de la muerte, a través de la obra de arte. Frey Fernando decidió fundar, con sus cuantiosos bienes, un monasterio en Almagro que fuese de la Orden de Predicadores de Santo Domingo, bajo la advocación de Nuestra Señora del Rosario.

### Fundación
Fernando Fernández de Córdova y Mendoza, en 1534, defendió la creación y construcción de un monasterio de la Orden de Predicadores, a la que él pertenecía, en Almagro. Fue remitida la solicitud de licencia real a Carlos I como Administrador perpetuo de la Orden de Calatrava, quien la expidió por Real Cédula aprobatoria en 1536.
Las obras del monasterio dieron comienzo de inmediato asentándose sobre terrenos extramuros, en el camino real de Granada a Toledo. En ella participaron artistas de renombre en la Historia del Arte Español: arquitectos como Francisco de Luna y Alonso de Covarrubias; escultores como Juan Tovar, Gregorio Pardo y Juan Bautista Vázquez, el Viejo y pintores de la talla de Juan Correa de Vivar. Las obras concluyeron en 1538 y su ocupación final tuvo lugar en 1539.
El Clavero tras las autorizaciones de los papas Clemente VII y Paulo III, otorgó testamento para la creación de un Colegio-Universidad unido al Monasterio de Nuestra Señora del Rosario. Fernando Fernández de Córdova y Mendoza murió en 1550 en Valladolid, siendo trasladado su cuerpo al Monasterio de Nuestra Señora del Rosario de Almagro. Sus herederos, solicitaron licencia del Papa Julio III, para la fundación de un Colegio-Universidad. El 18 de octubre de 1574, dieron comienzo las clases en las facultades de Teología, Arte y Filosofía, cuando se terminaron las obras del Colegio-Universidad se implantó el resto de estudios de Lengua Latina, Sagradas Escrituras y Cánones.

### Evolución
Un pleito dio lugar a la redacción de unos nuevos Estatutos en 1597 que sustituyeron a las Ordenanzas y estatutos de 1553. En años sucesivos la Universidad sufrió diversos procesos de cambio y adaptación de sus planes de estudio, tendiendo a la centralización; producto de estos cambios apareció en el seno de la misma durante el siglo XVIII un profundo malestar entre los claustrales, divididos en «manchegos» y «andaluces», como sinónimo de partidarios de la autoridad del rector y seguidores del provincial de la orden dominica de Andalucía, algo que amenazó la propia vida de la institución universitaria. La política centralista borbónica aplicada al medio universitario chocó con los distintos modelos de universidades españolas, las mayores y las menores, de titularidad pública y regidas por órdenes de religiosos, producto de distintas épocas y modelos. El número de alumnos de la Universidad de Almagro en el siglo XVIII era escaso: en 1746 eran 86, incluidos colegiales, legos, novicios y catedráticos y un siglo más tarde, pues no disponemos de datos de alumnos para el resto de la centuria, no superaba esta cantidad: en 1809 había 46 alumnos y 54 en 1810.
En 1716 realizó una visita de inspección a la misma Luis Salazar y Castro. En 1724 la Universidad de Almagro se vio obligada, al igual que el resto de las universidades menores, a que sus títulos fueran reconocidos por las mayores, siendo la Universidad de Alcalá de Henares la encargada de hacer este reconocimiento para los títulos expedidos en Almagro; gracias a esto, Almagro conservó las especialidades de Teología y Artes hasta 1771, momento en que la Universidad de Almagro se vio sometida a la nueva reglamentación de Carlos III. 
Las reformas de Carlos III para la universidad española pueden quedar resumidas en el aumento del control estatal sobre la misma, racionalización de las disciplinas académicas, profesorado y títulos y desmantelamiento del monopolio clasista de las universidades mayores y los seis colegios mayores (más el séptimo, el de San Bartolomé y Santiago de Granada, fundado en 1649) de España. La autoridad del rector se modifica, se crea un sistema de acceso para el profesorado nuevo, se elimina los estudios privados, se homologan los planes de estudio de todas ellas y los colegios-universidad (entre ellos el de Almagro) pierden sus privilegios fundacionales y se convierten en centros del Estado y no de la Iglesia o de la órdenes religiosas.
En 1772 el establecimiento universitario se sometió al modelo universitario abulense, limitándose entre tanto la de Almagro a no «conferir
grados mayores de licenciados y Doctores en la Facultad de Theología». Aprobado el plan, tras una elaboración minuciosa y complicada, se remitió en 1774 al Consejo de Castilla para su aprobación definitiva. El plan fue aprobado, pero al establecimiento universitario almagreño se le obligó a poseer profesores capacitados y a informar al Consejo cuando se produjera la contratación de los mismos. Como Almagro no tenía dotadas las cátedras, el rey no permitía a la Universidad de Almagro expedir los títulos de licenciados y doctores, pero, una vez cumplidos los trámites, en 1787 el conde de Campomanes autorizó a la Universidad de Almagro a ello.
Las medidas dictadas por los ilustrados reforzaron la autoridad del rector, por lo que, en el caso de la de Almagro, se abrió una profunda fisura entre este y la autoridad del provincial de la orden dominica, dividiendo con ello a los claustrales en manchegos y andaluces. Las discusiones trascendieron a la opinión pública y el rey, tras oír al rector y al provincial, zanjó el pleito dando la razón al rector ante las protestas reiteradas del provincial.
En 1807 José Antonio Caballero cerró por decreto todas las universidades menores que no tuvieran suficientes rentas para mantener dignamente los estudios, y entre ellas la de Almagro junto a las de Toledo, Osma, Oñate, Orihuela, Ávila, Irache, Baeza, Osuna, Gandía y Sigüenza. Poco después la Guerra de la Independencia vino a prolongar la situación. Pero la vida universitaria se reanudó y desarrolló hasta 1824, siendo en 1835, con la clausura de la universidad y la expulsión de los dominicos, el fin de este conjunto foco de cultura durante casi tres siglos. Momento a partir del cual fue sufriendo una progresiva desmantelación, cayendo en el olvido, como consecuencia en parte, por el proceso desamortizador de la primera mitad del siglo XIX. Iniciándose a partir de este momento, un camino lleno de vicisitudes, que llevarán a la paulatina desaparición del Convento, el Colegio Universitario y de todos los bienes que formaban parte del complejo monacal. El edificio fue usado posteriormente como molino de aceite, todos sus bienes y diversas partes fueron vendidas, sufrió diversos incendios, y finalmente fue convertido en fábrica de muebles. En la actualidad, del Convento-Universidad, tan solo permanecen en pie la iglesia y alguna sala del colegio. Los restos arqueológicos que permanecen en el solar y piezas como el coro o la armadura que cubría la nave central de la iglesia, son fieles testimonios del importante edificio que fue este convento del siglo XVI.

### Iglesia
Responde a la tipología utilizada por las órdenes mendicantes de franciscanos y dominicos durante el siglo XVI. Es de una sola nave, con planta de cruz latina, crucero y ábside poligonal, capillas laterales comunicadas y coro alto a los pies. La nave es de 49 metros de largo por 10’70 metros de ancho. Situadas a ambos lados hay cinco capillas, hornacinas simétricas que se comunicaban entre sí por los llamados atajos o arcos de comunicación.
En el sistema de cubiertas se combinaban dos modos de construcción diferentes, el mudéjar del artesonado de la nave central, y el gótico de las bóvedas en el crucero y capillas laterales.
Esta síntesis morisca y gótica es evidente no solo en las cubiertas sino también en la concepción de las ventanas que comprenden desde la plenamente gótica del crucero con arco ojival y tracería, a las correspondientes en los laterales de la nave. En ellas son apreciables las nuevas corrientes renacentistas pues su traza se efectúa ya con arcos de medio punto. El nuevo estilo quedaba igualmente patente en los arcos y hornacinas decorados con delicadas yeserías platerescas, pero sobre todo en la sillería del coro, en el mausoleo del fundador Frey Fernando Fernández de Córdova y Mendoza, y en el primitivo altar mayor donde el Renacimiento subrayaba su presencia de forma más rotunda.
En las fachadas exteriores se produce una síntesis entre resonancias mudéjares de la torre y el aspecto fortaleza de sus muros y contrafuertes, con la delicada talla renacentista del escudo imperial de Carlos V, en el que el águila bicéfala coronada aparece rodeada por el collar del que pende el toisón de oro, teniendo a ambos lados las columnas de Hércules con el lema “non plus ultra”. Debajo del blasón imperial, aparecen, dentro de tondos, guirnaldas, los escudos de la Orden de Calatrava (rodeados por los símbolos alusivos a la dignidad del Clavero correspondiente a Fernando Fernández de Córdova) y bajo este los escudos de los padres del fundador: a la derecha las armas paternas de Fernández de Córdova, Conde de Cabra; y a la izquierda las de su madre, Mendoza y Luna.

## Alumnos y profesores ilustres
- Francisco de la Barca Maldonado (¿1499?-1572), dominico y rector de la Universidad de Almagro.
- Juan García de León, de nombre dominico Juan de la Cruz. (Moral de Calatrava, 1605 – Fogan, Fukien, China, 1665) misionero en Formosa y China, autor de un catecismo impreso con xilografía, en idioma mandarín.
- Antonio de Lorea (1635 - 1687), escritor dominico.
- Juan Ribas Carrasquilla (1612-1687), escritor dominico y satírico.
- Manuel de Santo Tomás y Mendoza (1643-1717), dominico obispo de Almería y de Málaga.
- Bernardo Francés Caballero (1774 - 1843), obispo de Urgel y arzobispo carlista de Zaragoza.
- Baldomero Espartero  (1793 - 1879), general y regente de España.

## Uso actual
Actualmente se utiliza como recinto asociado al Festival de Teatro Clásico de Almagro, interpretándose en él obras cuando la ocasión lo requiere.